# Corocoro (municipalité)
Pour les articles homonymes, voir Corocoro.

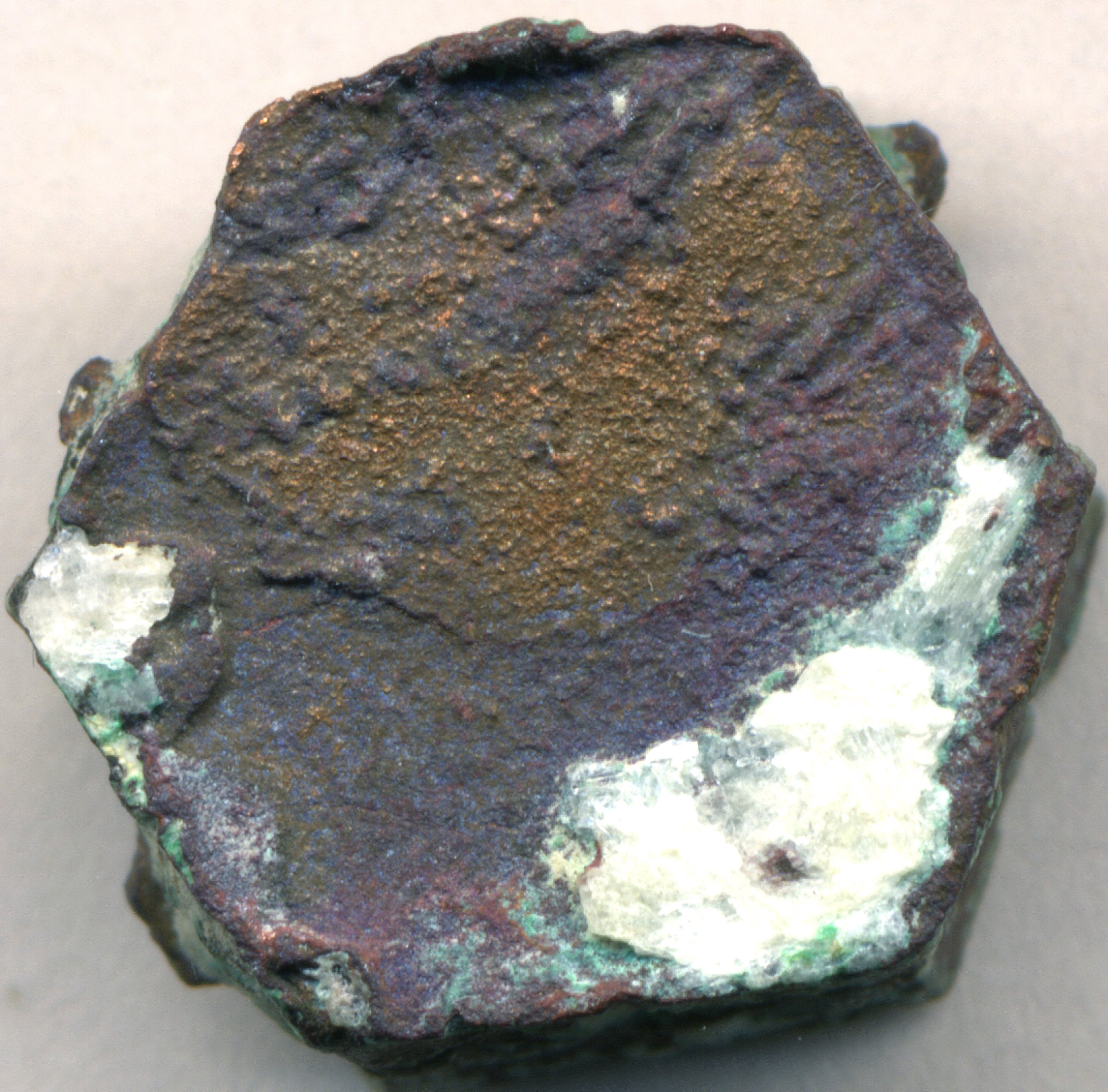
Pseudomorphose d'aragonite extraite à Corocoro

Le Corocoro ou Coro Coro est une municipalité de Bolivie de la province de Pacajes située dans le département de La Paz (Bolivie). Sa ville principale est Coro Coro.

## Histoire
Le site est célèbre pour la Corocoro United Copper Mines, Ltd, la plus grande mine de cuivre de Bolivie dont le siège social est au 151 Finsbury Pavement House à Londres et dont l'exploitation date de 1909.